# Davis Cleveland
Davis Richard Cleveland (Houston, Texas, 2002. február 5. –) amerikai gyermekszínész. 
Eddigi legismertebb szerepe Flynn Jones az Indul a risza! című amerikai sorozatból, ezenkívül pedig több Disney szériában tűnt fel mint vendégszereplő.

## Élete és pályafutása
2002. február 5-én született Texasban. Kezdetben reklámokban szerepelt kereskedelmi csatornákon, ám amikor beindult a karrierje, otthagyta Texast és Los Angelesbe költözött családjával. Pénzt gyűjt a cisztás fibrózis gyógymódjának megtalálásához. Szerepelt többek közt a McDonalds, a Kmart, a Bing.com, Nintendo, a Microsoft és a Nissan reklámjaiban is.
Több híres sorozatban is vendégeskedett például Hannah Montana, Sok sikert, Charlie!, Zeke és Luther, Született feleségek. 2010-ben a Disney az Indul a risza! sorozatában megkapta az egyik főszerepet, Flynn Jonest játszotta el. 2016-ban szerepelt a Nickelodeon, Rufus című filmjében, amelyben Jace Norman is játszott. 2017-ben a  Rufus 2. című filmben is szerepelt.

## Filmográfia

### Film
| Év   | Magyar cím               | Eredeti cím         | Szerep | Magyar hang       |
| ---- | ------------------------ | ------------------- | ------ | ----------------- |
| 2017 | Rufus 2.                 | Rufus 2             | Manny  | Császár András    |
| 2016 | Rufus                    | Rufus               | Manny  | Császár András    |
| 2013 | Reszkessetek, kutyaütők! | Alone for Christmas | Dillon | ifj. Boldog Gábor |

### Televízió
| Év        | Magyar cím            | Eredeti cím           | Szerep               | Megjegyzések                            |
| --------- | --------------------- | --------------------- | -------------------- | --------------------------------------- |
| 2016      |                       | Legendary Dudas       | Icuzio               | 1 epizód                                |
| 2014      | Született detektívek  | Rizzoli & Isles       | Zach Langley         | 1 epizód                                |
| 2011      | Sok sikert, Charlie!  | Good Luck Charlie     | Walker / Flynn Jones | 2 epizód                                |
| 2010      | Király páros          | Pair of Kings         | Chauncey             | 1 epizód                                |
| 2010      | Hannah Montana        | Hannah Montana        | kisgyerek            | 2 epizód                                |
| 2010–2011 | Zeke és Luther        | Zeke and Luther       | Roy Waffles          | 3 epizód                                |
| 2010–2013 | Indul a risza!        | Shake It Up           | Flynn Jones          | főszereplő magyar hangja Császár András |
| 2009      | Született feleségek   | Desperate Housewives  | Jeffrey              | 1 epizód                                |
| 2009      | Szellemekkel suttogó  | Ghost Whisperer       | Tyler Harmon         | 1 epizód                                |
| 2008      | Így jártam anyátokkal | How I Met Your Mother | Andy                 | 1 epizód                                |
| 2008      | Gyilkos elmék         | Criminal Minds        | Ricky                | 1 epizód                                |